# Michelle Cameron
Michelle Cameron (Calgary, 28 december 1962) is een Canadese synchroonzwemmster met eenmaal Olympisch goud. Daarnaast won Cameron twee wereldtitels. Ze was gespecaliseerd in de onderdelen; duet en team.

## Levensloop

### Beginjaren
Cameron begon als kind met extreme watervrees en zakte vier keer voor haar eerste zwemniveau. Uit een gezin van tien kinderen (vijf meisjes, vijf jongens) leerde Cameron overleven en op dertienjarige leeftijd begon ze met synchroonzwemmen in haar geboorteplaats Calgary. Michelle Caulkins werd haar eerste coach, maar in 1981 werd Debbie Muir haar mentor bij de Calgary Aquabelles Club. Nadat ze eind 1984 samenwerkte met Carolyn Waldo, heeft Michelle nooit meer achterom gekeken.

### 1985-1988
Het duo Cameron en Waldo won elke grote internationale duetwedstrijd waaraan ze deelnamen: de Open van Rome en Spanje in 1985, de FINA World Cup in 1985, de Open van Spanje in 1986, de Gemenebestspelen in 1986, de Wereldkampioenschappen in 1986, de Pan Pacific Championships in 1987 en de FINA World Cup in 1987.
De Olympische Spelen van 1988 in Seoul waren het hoogtepunt van haar carrière. Cameron en Waldo zwommen op de muziek van "Spartacus" voor hun olympische duet. Met hun dramatische, technisch moeilijke begin, trage artistieke middenstuk en snelle, pakkende slot versloegen ze de Amerikaanse Josephson-tweeling; Karen Josephson en Sarah Josephson met 0,433 punten en wonnen ze de gouden medaille. Voor Michelle was dit de bekroning van een 13-jarige carrière waarin ze 8 nationale titels won, zowel in duet- als teamverband. Cameron was de eerste Canadees uit de provincie Alberta met een gouden Olympische medaille.

### 1988-heden
Michelle, door haar vrienden en familie ook wel "Mick" of "Mish" genoemd, staat bekend om haar avontuurlijkheid en spontaniteit. Bij synchroonzwemmen, waarbij atleten hun bewegingen moeten synchroniseren, technisch nauwkeurig moeten presteren en een artistieke aanpak moeten hanteren, moeten ze gelijkwaardig zijn in prestaties en vaardigheden. Cameron en Waldo waren gelijkwaardig toen ze hun Olympische gouden medailles en internationale wedstrijden wonnen. Daarom zijn is Cameron in 2000 opgenomen in International Swimming Hall of Fame.
Na haar afscheid van de competitie zette Cameron zich in voor vele goede doelen. In 1996 zette ze de Olympische gedachte voort als Canada's Athlete Services Officer tijdens de Olympische Zomerspelen 1996. Ze was betrokken bij Special Olympics, liefdadigheidsinstellingen voor kinderen, programma's voor drugsvoorlichting en missies op het gebied van preventieve gezondheidszorg en voedingsondersteuning voor kinderen in nood over de hele wereld. Ze was lid van de raad van bestuur van Rogers Broadcasting, de Canadian Coaching Association, de Canadian Sports Council, de Canadian Athletes Association en de Alberta Sports Hall of Fame. Als spreker op het gebied van prestatieontwikkeling en motivatie voedt Cameron samen met haar man Alan Coulter (tweemaal lid en aanvoerder van het Olympisch volleybalteam) drie kinderen op. Een van haar meest prestigieuze onderscheidingen was de Orde van Canada, die in 1989 werd uitgereikt.